# Dubeahî, Zinkiv
Dubeahî (în ucraineană Дуб'яги) este un sat în comuna Proțenkî din raionul Zinkiv, regiunea Poltava, Ucraina.

## Demografie
Componența lingvistică a localității Dubeahî
     Ucraineană (98,39%)
     Rusă (1,61%)
Conform recensământului din 2001, majoritatea populației localității Dubeahî era vorbitoare de ucraineană (98,39%), existând în minoritate și vorbitori de rusă (1,61%).